# Parafreutreta regalis
Parafreutreta regalis är en tvåvingeart som beskrevs av Munro 1940. Parafreutreta regalis ingår i släktet Parafreutreta och familjen borrflugor. Inga underarter finns listade i Catalogue of Life.